# Войтюк Аркадій Аркадійович
Аркадій Аркадійович Войтюк (нар. 17 лютого 1989, Ковель) — український співак, композитор і автор пісень. Був учасником команди КВК «VIP-Тернопіль» і музичного гурту «ВІА Кіп'яток».

## Життєпис
Аркадій Войтюк народився 17 лютого 1989 року в місті Ковель, Волинська область. 
У 2006 році закінчив загальноосвітню школу із золотою медаллю. Вищу освіту здобув у Тернопільському національному медичному університеті. Його батько, Аркадій Аркадійович Войтюк, працював лікарем у Ковелі.
У 2008 році став переможцем конкурсу бардівської пісні на Волині та Рівненщині. Після цього долучився до команди КВК «VIP-Тернопіль», з якою здобув низку перемог у регіональних та національних турнірах, включно з «Бійцівським Клубом» від «95-го кварталу».
У 2011 році брав участь у телевізійному шоу «X-Фактор» (Україна), де дійшов до фіналу. Його наставницею була співачка Йолка.
Наступного року презентував англомовний сингл «Let Me Free», який потрапив до ротації кількох українських радіостанцій.
У 2013 році представляв Україну на музичному конкурсі «Нова хвиля». Того ж року вийшов кліп на пісню «Мамо» та пісня «Все файно є».
У 2014 році номінований на музичну премію YUNA в категорії «Відкриття року». Випустив дебютний альбом під назвою «G7».
У 2016 році був півфіналістом національного відбору на конкурс Євробачення 2016.
У 2017 році разом із Тарасом Стадницьким і Віктором Гевком заснував музичний гурт «ВІА Кип'яток». У червні того ж року колектив презентував дебютний сингл «Випускний» [Архівовано 16 лютого 2021 у Wayback Machine.].

## Творчість

### Альбоми
- 2017 — «G7»

### Авторські пісні
| Рік  | Назва                                                             |
| ---- | ----------------------------------------------------------------- |
| 2008 | «Спокою не маю»                                                   |
| 2008 | «Танець під дощем [Архівовано 12 квітня 2013 у Wayback Machine.]» |
| 2008 | «Пробач»                                                          |
| 2012 | «Too Late» (радіосингл)                                           |
| 2013 | «Let Me Free» (сингл)                                             |
| 2013 | «Your Eyes, Your Smile» (радіосингл)                              |
| 2013 | «Мамо» (сингл)                                                    |
| 2013 | «Все файно є!» (сингл)                                            |
| 2013 | «Круто» (сингл)                                                   |
| 2014 | "Алло, алло… 2017 (сингл)                                         |
|      | «Лист солдата»                                                    |
|      | «Вона»                                                            |
|      | «Ти не забувай»                                                   |
|      | «I Love You»                                                      |
|      | «Дай мені шанс»                                                   |
| 2015 | Корабель                                                          |
| 2016 | «Вона» (2016)                                                     |
| 2016 | «Все в тобі»                                                      |
| 2017 | «Випускний»(у складі ВІА Кіп'яток)                                |
| 2018 | «Синя смужка»(у складі ВІА Кіп'яток)                              |

### Сингли
|                                                            |                  |                           |  |  |
| Пісня Аркадій Войтюк                                       |                  |                           |  |  |
| Випущено                                                   | 15 лютого 2013   |                           |  |  |
| Тип                                                        | сингл            |                           |  |  |
| Записано                                                   | 2012-2013        |                           |  |  |
| Жанр                                                       | ска, павер-поп   |                           |  |  |
| Мова                                                       | українська       |                           |  |  |
| Тривалість                                                 | 2 хв. 52 сек.    |                           |  |  |
| Лейбл                                                      | Jamomusic        |                           |  |  |
| Автор слів                                                 | Аркадій Войтюк   |                           |  |  |
| Хронологія Аркадій Войтюк                                  |                  |                           |  |  |
| «Too Late» 2012 Let Me Free 2013 Your Eyes Your Smile 2013 |                  |                           |  |  |
|                                                            |                  |                           |  |  |
|                                                            |                  |                           |  |  |
|                                                            |                  |                           |  |  |
|                                                            |                  |                           |  |  |
|                                                            |                  |                           |  |  |
| «Too Late» 2012                                            | Let Me Free 2013 | Your Eyes Your Smile 2013 |  |  |

| «Too Late» 2012 | Let Me Free 2013 | Your Eyes Your Smile 2013 |

|                      |                          |  |  |  |
| Пісня Аркадій Войтюк |                          |  |  |  |
| Випущено             | 2013                     |  |  |  |
| Тип                  | пісня/сингл              |  |  |  |
| Записано             | 2013                     |  |  |  |
| Жанр                 | Поп-рок, авторська пісня |  |  |  |
| Мова                 | українська               |  |  |  |
| Тривалість           | 4 хв.                    |  |  |  |
| Лейбл                | Jamomusic                |  |  |  |
| Автор слів           | Аркадій Войтюк           |  |  |  |
|                      |                          |  |  |  |
|                      |                          |  |  |  |
|                      |                          |  |  |  |
|                      |                          |  |  |  |
|                      |                          |  |  |  |

|  | - Я хочу передати глядачам правду. Актриса, яка спочатку грала мою маму - дуже крута! Але я все одно ніяк її не можу любити і посміхатися так щиро, як своїй рідній мамі! |

## Кліпи
| Рік  | Назва                             | Посилання                                       |
| ---- | --------------------------------- | ----------------------------------------------- |
| 2013 | «Мамо»                            | [Архівовано 5 грудня 2013 у Wayback Machine.]   |
| 2013 | «Лист солдата» (акустична версія) | [Архівовано 5 грудня 2013 у Wayback Machine.]   |
| 2013 | «Круто»                           | [Архівовано 18 червня 2014 у Wayback Machine.]  |
| 2014 | «Алло, Алло»                      | [Архівовано 28 березня 2022 у Wayback Machine.] |
| 2015 | «Корабель»                        | [Архівовано 20 грудня 2020 у Wayback Machine.]  |
| 2015 | «Let Me Free» (home video)        | [Архівовано 28 березня 2022 у Wayback Machine.] |
| 2016 | «Вона» (2016)                     | [Архівовано 13 травня 2016 у Wayback Machine.]  |